# México en los Juegos Olímpicos de Río de Janeiro 2016
México, representado por el Comité Olímpico Mexicano (COM), participó en los Juegos Olímpicos de verano que se celebraron en Río de Janeiro, Brasil, del 5 al 21 de agosto de 2016. Esta fue su vigésimo tercera participación en los Juegos Olímpicos de verano.
La participación de México fue aceptable en cuanto al número de medallas ganadas, aunque, por primera vez desde Atenas 2004 el país no ganó al menos una medalla de oro.
El lunes 15 de agosto (10.º día de actividad) Misael Rodríguez aseguró la primera medalla para México en Río 2016 al avanzar a las semifinales de su categoría en el Boxeo. Tres días después se pintaría dicho metal de bronce. 
El viernes 19 de agosto María Guadalupe González obtuvo medalla de Plata en los 20 km de marcha femenil tras adelantarse la competidora china en los últimos metros a la mexicana, quien había estado en la punta de la competencia de principio a fin. González se convirtió en la primera mujer mexicana en ganar una medalla en marcha en los Juegos Olímpicos.
El sábado 20 de agosto fue el día más productivo para México en cuanto a la cosecha de medallas, se consiguieron tres. Tras una participación regular de los clavadistas mexicanos obteniendo posiciones cercanas al podio en las finales, Germán Sánchez vino de atrás, y rompiendo todo pronóstico se colgó la plata en la Plataforma 10 m, lo que significó su segunda medalla en Juegos Olímpicos. 
Apenas se asimilaba la medalla de los clavados, cuando sorpresivamente Ismael Hernández cruzaba la meta final del Pentatlón moderno masculino en tercer lugar, lo que significó un bronce más para México en estos Juegos Olímpicos, y sin dudas, la medalla más inesperada por parte del país. 
Considerada como una candidata fuerte para medalla María del Rosario Espinoza venció a sus oponentes en cerrados combates en el Taekwondo hasta llegar a la final, en la cual sucumbió por 5-1 ante la competidora de China. Esta medalla le significó a Espinoza convertirse en la mexicana más exitosa en los Juegos Olímpicos.
Con 125 deportistas, fue la delegación de deportistas más grande de México desde los Juegos Olímpicos de Múnich 1972 y en ese año, la tercera más grande de la historia del país.

## Medallas
| Medalla | Nombre                     | Deporte           | Evento                      | Fecha        |
| ------- | -------------------------- | ----------------- | --------------------------- | ------------ |
|         | María Guadalupe González   | Atletismo         | Marcha 20 km femenino       | 19 de agosto |
|         | Germán Sánchez             | Clavados          | Plataforma 10 m             | 20 de agosto |
|         | María del Rosario Espinoza | Taekwondo         | +67 kg femenino             | 20 de agosto |
|         | Misael Rodríguez           | Boxeo             | Peso medio masculino (75kg) | 20 de agosto |
|         | Ismael Hernández           | Pentatlón moderno | Individual masculino        | 20 de agosto |

## Diplomas olímpicos
En total se consiguieron 16 diplomas olímpicos en diversos deportes, de estos 5 correspondieron a diploma de 4.º puesto, 6 de 5.º, 1 de 6.º, 2 de 7.º y 2 de 8.º.
| Nombre                                         | Deporte       | Competición                           |
| ---------------------------------------------- | ------------- | ------------------------------------- |
| 4°                                             |               |                                       |
| Alejandra Valencia                             | Tiro con arco | Individual femenil                    |
| Alejandra Zavala                               | Tiro          | 10 m pistola de aire femenil          |
| Paola Espinosa                                 | Clavados      | Plataforma 10 m femenil               |
| Bredni Roque                                   | Halterofilia  | 69 kg varonil                         |
| Diego del Real                                 | Atletismo     | Lanzamiento de martillo varonil       |
| 5°                                             |               |                                       |
| Eva Gurrola                                    | Halterofilia  | 63 kg femenil                         |
| Alejandra Valencia Aída Roman Gabriela Bayardo | Tiro con arco | Por equipos femenil                   |
| Rommel Pacheco Jahir Ocampo                    | Clavados      | Trampolín 3 m sincronizados varonil   |
| Iván García Germán Sánchez                     | Clavados      | Plataforma 10 m sincronizados varonil |
| Itzel Manjarrez                                | Taekwondo     | -49 kg femenil                        |
| Carlos Navarro                                 | Taekwondo     | -58 kg varonil                        |
| 6°                                             |               |                                       |
| Paola Espinosa Alejandra Orozco Loza           | Clavados      | Plataforma 10 m sincronizados femenil |
| 7°                                             |               |                                       |
| Tanya Arrayales Úrsula González Julieta Toledo | Esgrima       | Sable por equipos femenil             |
| Rommel Pacheco                                 | Clavados      | Trampolín 3 m varonil                 |
| 8°                                             |               |                                       |
| Juan Carlos Cabrera                            | Remo          | Par de remos cortos varonil           |
| Patricia Domínguez                             | Halterofilia  | 58 kg femenil                         |

## Atletismo

### Clasificación
Con base en diversos eventos realizados desde 2015 y finalizados en 2016.
- José Carlos Herrera en 200 metros varonil.
- Brenda Flores en 10000 metros femenil.
- Marisol Romero en 10000 metros femenil.
- Madai Pérez en maratón femenil.
- Margarita Hernández en maratón femenil.
- Ricardo Ramos en maratón varonil.
- Daniel Vargas en maratón varonil.
- Ever Palma en marcha 20 km varonil.
- Pedro Gómez en marcha 20 km varonil.
- Julio César Salazar en marcha 20 km varonil.
- María Guadalupe González en marcha 20 km femenil.
- Alejandra Ortega en marcha 20 km femenil.
- María Guadalupe Sánchez en marcha 20 km femenil.
- Omar Zepeda en marcha 50 km varonil.
- Horacio Nava en marcha 50 km varonil.
- José Leyver Ojeda en marcha 50 km varonil.
- Edgar Rivera en salto de altura varonil.
- Alberto Álvarez en salto triple varonil.
- Diego del Real en lanzamiento de martillo varonil.
- Yvonne Treviño Hayek en salto de longitud femenil.

### Resultados

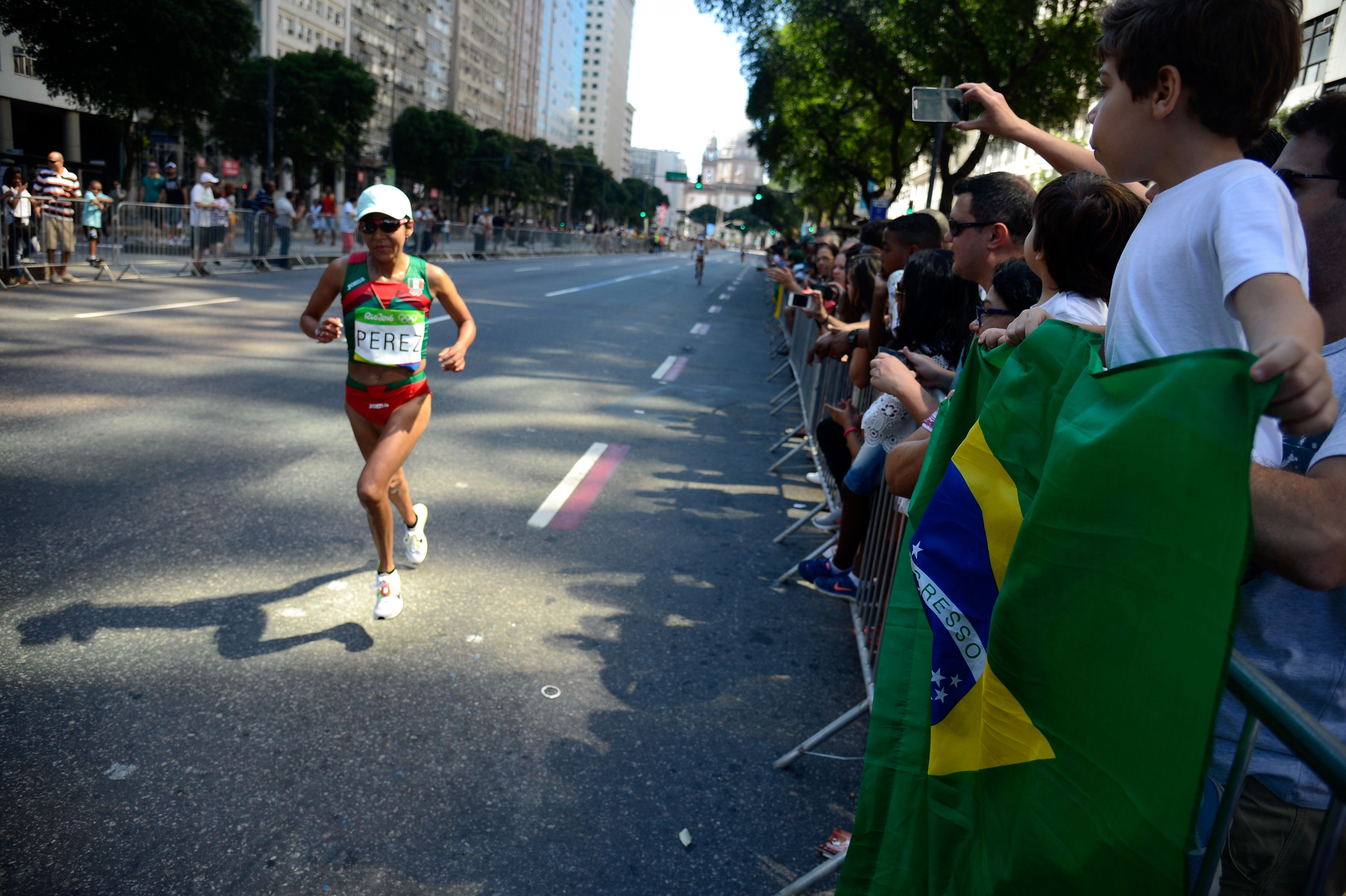
Madaí Pérez corriendo en la maratón femenil de Río 2016.

Eventos de pista.
| Atleta                 | Evento               | Heat                                                        | Heat | Semifinal                                                   | Semifinal | Final                                                          | Final     |
| Atleta                 | Evento               | Resultado                                                   | Rank | Resultado                                                   | Rank      | Resultado                                                      | Rank      |
| ---------------------- | -------------------- | ----------------------------------------------------------- | ---- | ----------------------------------------------------------- | --------- | -------------------------------------------------------------- | --------- |
| José Carlos Herrera    | 200 metros varonil   | 20.29 Archivado el 27 de agosto de 2016 en Wayback Machine. | 1 Q  | 20.48 Archivado el 27 de agosto de 2016 en Wayback Machine. | 20        | No avanzó                                                      | No avanzó |
| Brenda Flores          | 10000 metros femenil | —                                                           | —    | —                                                           | —         | 32:39.08 Archivado el 17 de agosto de 2016 en Wayback Machine. | 32        |
| Marisol Romero         | 10000 metros femenil | —                                                           | —    | —                                                           | —         | 35:33.03 Archivado el 17 de agosto de 2016 en Wayback Machine. | 35        |
| Madai Pérez            | Maratón femenil      | —                                                           | —    | —                                                           | —         | 2:34.42 Archivado el 27 de agosto de 2016 en Wayback Machine.  | 32        |
| Margarita Hernández    | Maratón femenil      | —                                                           | —    | —                                                           | —         | 2:38.15 Archivado el 27 de agosto de 2016 en Wayback Machine.  | 48        |
| Vianney De La Rosa     | Maratón femenil      | —                                                           | —    | —                                                           | —         | DNS                                                            | DNS       |
| Ricardo Ramos          | Maratón varonil      | —                                                           | —    | —                                                           | —         | 2:30:20                                                        | 120       |
| Daniel Vargas          | Maratón varonil      | —                                                           | —    | —                                                           | —         | 2:18:51                                                        | 54        |
| Ever Palma             | Marcha 20 km varonil | —                                                           | —    | —                                                           | —         | 1:21:24 Archivado el 27 de agosto de 2016 en Wayback Machine.  | 14        |
| Pedro Gómez            | Marcha 20 km varonil | —                                                           | —    | —                                                           | —         | 1:22:22 Archivado el 27 de agosto de 2016 en Wayback Machine.  | 23        |
| Julio César Salazar    | Marcha 20 km varonil | —                                                           | —    | —                                                           | —         | 1:27:38 Archivado el 27 de agosto de 2016 en Wayback Machine.  | 52        |
| Ma. Guadalupe González | Marcha 20 km femenil | —                                                           | —    | —                                                           | —         | 1:28:37 Archivado el 26 de agosto de 2016 en Wayback Machine.  |           |
| Alejandra Ortega       | Marcha 20 km femenil | —                                                           | —    | —                                                           | —         | 1:33:44 Archivado el 26 de agosto de 2016 en Wayback Machine.  | 23        |
| Ma. Guadalupe Sánchez  | Marcha 20 km femenil | —                                                           | —    | —                                                           | —         | 1:37:33 Archivado el 26 de agosto de 2016 en Wayback Machine.  | 41        |
| Horacio Nava           | Marcha 50 km varonil | —                                                           | —    | —                                                           | —         | 3:50:53 Archivado el 26 de agosto de 2016 en Wayback Machine.  | 13        |
| Omar Zepeda            | Marcha 50 km varonil | —                                                           | —    | —                                                           | —         | 3:51:35 Archivado el 26 de agosto de 2016 en Wayback Machine.  | 16        |
| José Leyver Ojeda      | Marcha 50 km varonil | —                                                           | —    | —                                                           | —         | 3:56:07 Archivado el 26 de agosto de 2016 en Wayback Machine.  | 25        |

Eventos de campo.
| Atleta               | Evento                          | Clasificación                                               | Clasificación | Final                                                       | Final     |
| Atleta               | Evento                          | Distancia                                                   | Posición      | Distancia                                                   | Posición  |
| -------------------- | ------------------------------- | ----------------------------------------------------------- | ------------- | ----------------------------------------------------------- | --------- |
| Edgar Rivera         | Salto de altura varonil         | 2.17 Archivado el 27 de agosto de 2016 en Wayback Machine.  | 35            | No avanzó                                                   | No avanzó |
| Alberto Álvarez      | Salto triple varonil            | 16.67 Archivado el 27 de agosto de 2016 en Wayback Machine. | 10 Q          | 16.56 Archivado el 6 de agosto de 2016 en Wayback Machine.  | 9         |
| Diego del Real       | Lanzamiento de martillo varonil | 75.19 Archivado el 27 de agosto de 2016 en Wayback Machine. | 5 Q           | 76.05 Archivado el 27 de agosto de 2016 en Wayback Machine. | 4         |
| Yvonne Treviño Hayek | Salto de longitud femenil       | 6.16 Archivado el 27 de agosto de 2016 en Wayback Machine.  | 30            | No avanzó                                                   | No avanzó |

## Bádminton

#### Clasificación
- Lino Muñoz en individual varonil.[11]

##### Resultados
| Atleta     | Evento          | Fase de grupos                                                             | Fase de grupos                                                                | Ronda de 16             | Cuartos de final        | Semifinales             | Final                   | Final     |
| Atleta     | Evento          | Contrincante Puntuación                                                    | Contrincante Puntuación                                                       | Contrincante Puntuación | Contrincante Puntuación | Contrincante Puntuación | Contrincante Puntuación | Rank      |
| ---------- | --------------- | -------------------------------------------------------------------------- | ----------------------------------------------------------------------------- | ----------------------- | ----------------------- | ----------------------- | ----------------------- | --------- |
| Lino Muñoz | Singles varonil | Kidambi (IND) P 0 - 2 Archivado el 6 de agosto de 2016 en Wayback Machine. | Hurskainen (SWE) P 0 - 2 Archivado el 7 de agosto de 2016 en Wayback Machine. | No avanzó               | No avanzó               | No avanzó               | No avanzó               | No avanzó |

## Boxeo

### Clasificación
Con base en su actuación en la Serie Mundial de Boxeo celebrado en abril de 2015.
- Raúl Curiel en 64 kilogramos varonil.[12]

Con base en su actuación en el torneo AIBA Pro Boxing celebrado en julio de 2015.
- Elías Emigdio en 52 kilogramos varonil.[13]

Con base en su actuación en el Torneo Preolímpico AIBA celebrado en marzo de 2016.
- Misael Rodríguez en 75 kilogramos varonil.[14]

Con base en su actuación en el Torneo Preolímpico APB/WSB celebrado en julio de 2016.
- Lindolfo Delgado en 60 kilogramos varonil.[15]

- Juan Pablo Romero en 69 kilogramos varonil.[16]

- Joselito Velázquez en 49 kilogramos varonil.[17]

### Resultados
México compitió en los pesos mosca y ligero por primera vez desde 2008, y en minimosca, ligero y medio por primera vez desde 2004.
| Atleta             | Evento        | Ronda de 32                                                                    | Ronda de 16                                                                 | Cuartos de final                                                          | Semifinal                                                                      | Final                   | Final     |
| Atleta             | Evento        | Contrincante Puntuación                                                        | Contrincante Puntuación                                                     | Contrincante Puntuación                                                   | Contrincante Puntuación                                                        | Contrincante Puntuación | Rank      |
| ------------------ | ------------- | ------------------------------------------------------------------------------ | --------------------------------------------------------------------------- | ------------------------------------------------------------------------- | ------------------------------------------------------------------------------ | ----------------------- | --------- |
| Joselito Velázquez | minimosca     | Blanc (ARG) G 3 - 0 Archivado el 6 de agosto de 2016 en Wayback Machine.       | Dusmatov (UZB) P 0 - 3 Archivado el 7 de agosto de 2016 en Wayback Machine. | No avanzó                                                                 | No avanzó                                                                      | No avanzó               | No avanzó |
| Elías Emigdio      | mosca         | Enkh-Amar (MGL) G 3 - 0 Archivado el 7 de agosto de 2016 en Wayback Machine.   | Ávila (COL) P 0 - 3 Archivado el 7 de agosto de 2016 en Wayback Machine.    | No avanzó                                                                 | No avanzó                                                                      | No avanzó               | No avanzó |
| Lindolfo Delgado   | ligero        | Tomassone (ITA) P 0 - 3 Archivado el 6 de agosto de 2016 en Wayback Machine.   | No avanzó                                                                   | No avanzó                                                                 | No avanzó                                                                      | No avanzó               | No avanzó |
| Raúl Curiel        | wélter ligero | Descalificado                                                                  | No avanzó                                                                   | No avanzó                                                                 | No avanzó                                                                      | No avanzó               | No avanzó |
| Juan Pablo Romero  | wélter        | Mangiacapre (ITA) P 1 - 2 Archivado el 7 de agosto de 2016 en Wayback Machine. | No avanzó                                                                   | No avanzó                                                                 | No avanzó                                                                      | No avanzó               | No avanzó |
| Misael Rodríguez   | medio         | Karaawi (IRQ) G 3 - 0 Archivado el 7 de agosto de 2016 en Wayback Machine.     | BYE                                                                         | Abdin (EGY) G 3 - 0 Archivado el 27 de agosto de 2016 en Wayback Machine. | Melikuziev (UZB) P 0 - 3 Archivado el 18 de agosto de 2016 en Wayback Machine. | No avanzó               |           |

## Canotaje de velocidad

### Clasificación
- Marcos H. Pulido en C-200 m varonil.[21]

### Resultados
| Atleta           | Evento                                | Heat                                                         | Heat | Semifinal                                                    | Semifinal | Final                                                        | Final | Rank |
| Atleta           | Evento                                | Tiempo                                                       | Rank | Tiempo                                                       | Rank      | Tiempo                                                       | Rank  | Rank |
| ---------------- | ------------------------------------- | ------------------------------------------------------------ | ---- | ------------------------------------------------------------ | --------- | ------------------------------------------------------------ | ----- | ---- |
| Marcos H. Pulido | Canoa individual (C1) 200 m Masculino | 41.910 Archivado el 26 de agosto de 2016 en Wayback Machine. | 6 Q  | 42.283 Archivado el 27 de agosto de 2016 en Wayback Machine. | 5 FB      | 42.098 Archivado el 27 de agosto de 2016 en Wayback Machine. | 8     | 12   |

Leyenda: FA=Final A (medal); FB=Final B (non-medal); S=Semifinales Q=Calificado FA/FB=Final A/B

## Ciclismo

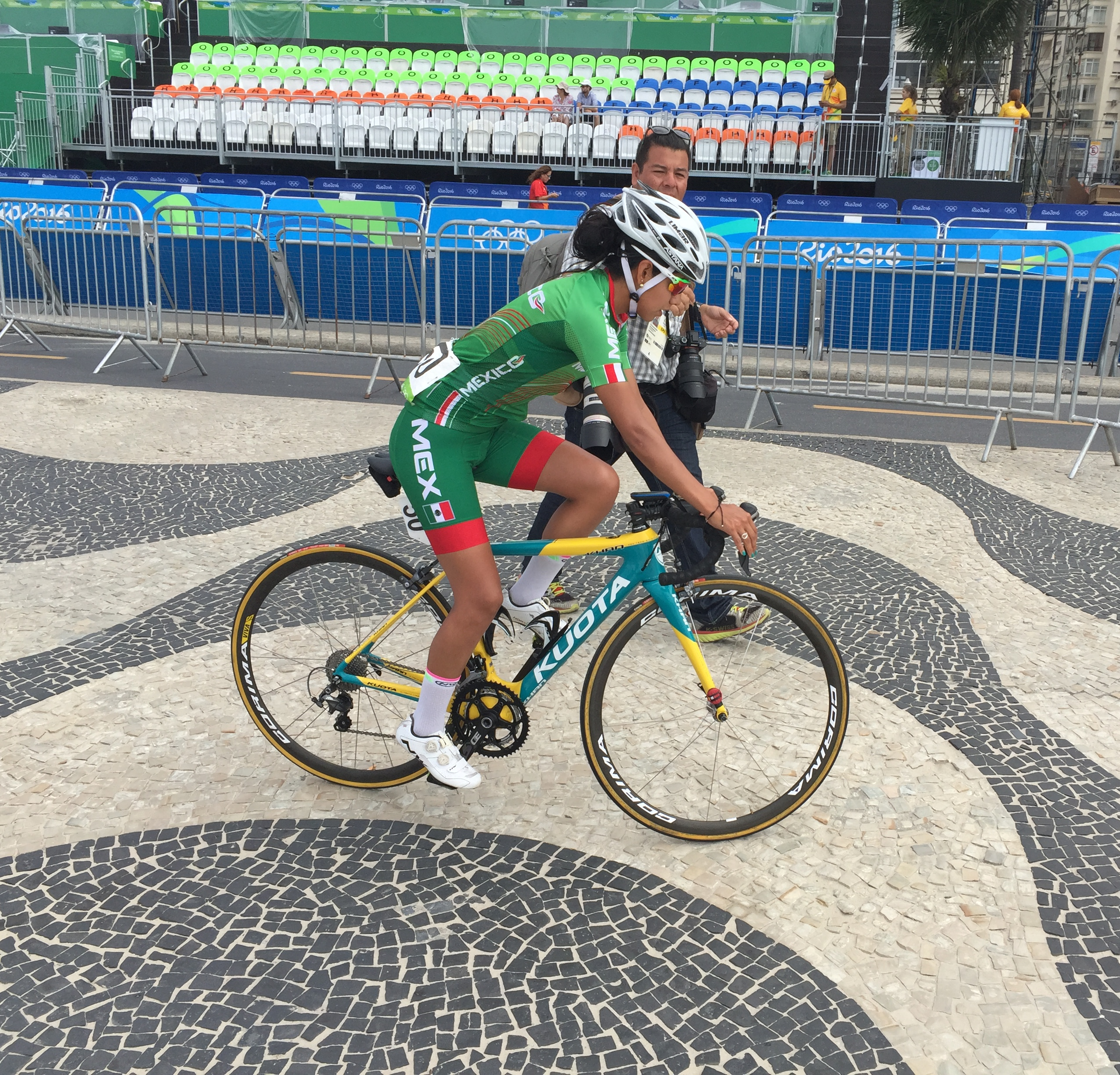
Carolina Rodríguez en Río 2016

### Clasificación
Con base en su actuación en el Campeonato Panamericano de Ciclismo de Montaña celebrado en marzo de 2015.
- Daniela Campuzano en Ciclismo de montaña femenil.

- Luis E. Lemus en Ciclismo de ruta varonil.

- Carolina Rodríguez en Ciclismo de ruta femenil.

- Ignacio Prado en Ciclismo de pista omnium varonil.

### Resultados
Ciclismo de pista.
| Atletas          | Scratch                                                  | Scratch | Persecución Individual                                         | Persecución Individual | Carrera eliminatoria                                     | Carrera eliminatoria | 1 km Contrarreloj                                              | 1 km Contrarreloj | 1 km Contrarreloj | Vuelta lanzada                                               | Vuelta lanzada | Vuelta lanzada | Carrera de Puntos                                       | Carrera de Puntos | Puntos                                                   | Rank |
| Atletas          | Puntos                                                   | Rank    | Tiempo                                                         | Rank                   | Puntos                                                   | Rank                 | Tiempo                                                         | Puntos            | Rango             | Tiempo                                                       | Puntos         | Rango          | Puntos                                                  | Rango             | Puntos                                                   | Rank |
| ---------------- | -------------------------------------------------------- | ------- | -------------------------------------------------------------- | ---------------------- | -------------------------------------------------------- | -------------------- | -------------------------------------------------------------- | ----------------- | ----------------- | ------------------------------------------------------------ | -------------- | -------------- | ------------------------------------------------------- | ----------------- | -------------------------------------------------------- | ---- |
| Ómnium masculino |                                                          |         |                                                                |                        |                                                          |                      |                                                                |                   |                   |                                                              |                |                |                                                         |                   |                                                          |      |
| Ignacio Prado    | 14 Archivado el 27 de agosto de 2016 en Wayback Machine. | 14      | 4:29.396 Archivado el 27 de agosto de 2016 en Wayback Machine. | 14                     | 24 Archivado el 24 de agosto de 2016 en Wayback Machine. | 9                    | 1:05.839 Archivado el 27 de agosto de 2016 en Wayback Machine. | 8                 | 17                | 14.046 Archivado el 27 de agosto de 2016 en Wayback Machine. | 8              | 17             | 3 Archivado el 27 de agosto de 2016 en Wayback Machine. | 10                | 73 Archivado el 27 de agosto de 2016 en Wayback Machine. | 15   |

Ciclismo de montaña
| Atletas           | Tipo                   | Tiempo                                                        | Rank |
| ----------------- | ---------------------- | ------------------------------------------------------------- | ---- |
| Daniela Campuzano | Cross Country Femenino | 1:36:33 Archivado el 27 de agosto de 2016 en Wayback Machine. | 16   |

Ciclismo de ruta
| Atleta             | Evento       | Tiempo                                                          | Rank       |
| ------------------ | ------------ | --------------------------------------------------------------- | ---------- |
| Luis Lemus         | Ruta varonil | No terminó Archivado el 6 de agosto de 2016 en Wayback Machine. | No terminó |
| Carolina Rodríguez | Ruta femenil | No terminó Archivado el 7 de agosto de 2016 en Wayback Machine. | No terminó |

## Clavados

### Clasificación
Con base en su actuación en los Juegos Panamericanos 2015 celebrado en julio de 2015.
- Rommel Pacheco en 3 metros trampolín varonil.[n 5][24][25]
- Paola Espinosa en 10 metros plataforma femenil.[26]
- Iván García en 10 metros plataforma varonil.[n 6][27]

Con base en su actuación en el Campeonato Mundial de Natación de 2015 celebrado en julio de 2015.
- Iván García y Germán Sánchez en 10 metros plataforma sincronizados varonil.[28]

- Germán Sánchez en 10 metros plataforma varonil.

Con base en su actuación en la Copa Mundial FINA Clavados celebrado en Río de Janeiro en febrero de 2016.
- Paola Espinosa y Alejandra Orozco Loza en 10 metros plataforma sincronizados femenil.[29]

- Rommel Pacheco y Jahir Ocampo en 3 metros trampolín sincronizados varonil.[30]

- Alejandra Orozco Loza en 10 metros plataforma femenil.[31]

- Rodrigo Diego López en 3 metros trampolín varonil.[32]

- Dolores Hernández en 3 metros trampolín femenil.[33]

- Melany Hernández en 3 metros trampolín femenil.[33]

Paola Espinosa compitió en sus cuartos Juegos Olímpicos, Rommel Pacheco y Germán Sánchez en sus terceros Juegos, Iván García y Alejandra Orozco en sus segundos.

### Resultados
| Atleta                               | Evento                                | Preliminar                                                   | Preliminar | Semifinal                                                    | Semifinal | Final                                                        | Final     |
| Atleta                               | Evento                                | Puntuación                                                   | Rank       | Puntuación                                                   | Rank      | Puntuación                                                   | Rank      |
| ------------------------------------ | ------------------------------------- | ------------------------------------------------------------ | ---------- | ------------------------------------------------------------ | --------- | ------------------------------------------------------------ | --------- |
| Rommel Pacheco                       | Trampolín 3 m varonil                 | 488.25 Archivado el 18 de agosto de 2016 en Wayback Machine. | 2 Q        | 469.70 Archivado el 27 de agosto de 2016 en Wayback Machine. | 2 Q       | 451.20 Archivado el 27 de agosto de 2016 en Wayback Machine. | 7         |
| Rodrigo Diego López                  | Trampolín 3 m varonil                 | 430.70 Archivado el 18 de agosto de 2016 en Wayback Machine. | 8 Q        | 356.05 Archivado el 27 de agosto de 2016 en Wayback Machine. | 16        | No avanzó                                                    | No avanzó |
| Dolores Hernández                    | Trampolín 3 m femenil                 | 295.20 Archivado el 27 de agosto de 2016 en Wayback Machine. | 18 Q       | 293.05 Archivado el 27 de agosto de 2016 en Wayback Machine. | 16        | No avanzó                                                    | No avanzó |
| Melany Hernández                     | Trampolín 3 m femenil                 | 279.45 Archivado el 27 de agosto de 2016 en Wayback Machine. | 22         | No avanzó                                                    | No avanzó | No avanzó                                                    | No avanzó |
| Iván García                          | Plataforma 10 m varonil               | 418.90 Archivado el 27 de agosto de 2016 en Wayback Machine. | 15 Q       | 497.55 Archivado el 27 de agosto de 2016 en Wayback Machine. | 3 Q       | 418.95 Archivado el 27 de agosto de 2016 en Wayback Machine. | 10        |
| Germán Sánchez                       | Plataforma 10 m varonil               | 430.05 Archivado el 27 de agosto de 2016 en Wayback Machine. | 12 Q       | 462.05 Archivado el 27 de agosto de 2016 en Wayback Machine. | 9 Q       | 532.70 Archivado el 27 de agosto de 2016 en Wayback Machine. |           |
| Paola Espinosa                       | Plataforma 10 m femenil               | 313.70 Archivado el 27 de agosto de 2016 en Wayback Machine. | 13 Q       | 306.45 Archivado el 27 de agosto de 2016 en Wayback Machine. | 12 Q      | 377.10 Archivado el 27 de agosto de 2016 en Wayback Machine. | 4         |
| Alejandra Orozco Loza                | Plataforma 10 m femenil               | 287.45 Archivado el 27 de agosto de 2016 en Wayback Machine. | 20 R       | No avanzó                                                    | No avanzó | No avanzó                                                    | No avanzó |
| Rommel Pacheco Jahir Ocampo          | Trampolín 3 m sincronizados varonil   | —                                                            | —          | —                                                            | —         | 405.30 Archivado el 27 de agosto de 2016 en Wayback Machine. | 5         |
| Iván García Germán Sánchez           | Plataforma 10 m sincronizados varonil | —                                                            | —          | —                                                            | —         | 423.30 Archivado el 8 de agosto de 2016 en Wayback Machine.  | 5         |
| Paola Espinosa Alejandra Orozco Loza | Plataforma 10 m sincronizados femenil | —                                                            | —          | —                                                            | —         | 304.08 Archivado el 9 de agosto de 2016 en Wayback Machine.  | 6         |

## Ecuestre

### Clasificación
Con base en su actuación en los Juegos Panamericanos 2015 celebrado en julio de 2015.
- Bernadette Pujals en adiestramiento individual mixto.[34]

### Resultados
|                   |                           | Grand Prix                                                   | Grand Prix | Grand Prix                                                   | Grand Prix |                    |                    |                         | Rank |
| Atleta            | Evento                    | Día 1                                                        | Día 1      | Día 2                                                        | Día 2      | Grand Prix Special | Grand Prix Special | Grand Prix Estilo Libre | Rank |
| Atleta            | Evento                    | Puntuación                                                   | Rank       | Puntuación                                                   | Rank       | Puntuación         | Rank               | Puntuación              | Rank |
| ----------------- | ------------------------- | ------------------------------------------------------------ | ---------- | ------------------------------------------------------------ | ---------- | ------------------ | ------------------ | ----------------------- | ---- |
| Bernadette Pujals | Adiestramiento individual | 66.757 Archivado el 10 de agosto de 2016 en Wayback Machine. | 36         | 66.757 Archivado el 17 de agosto de 2016 en Wayback Machine. | 51         | No avanzó          | No avanzó          | No avanzó               | 51   |

## Esgrima

### Clasificación
Con base en su actuación en el Ranking FIE olímpico celebrado en 2014 y 2015.
- Equipo mexicano en sable por equipos femenil.[35]

- Tanya Arrayales, Úrsula González y Julieta Toledo en sable individual femenil.[n 7]

- Daniel Gómez en florete individual varonil.[36]

Con base en su actuación en el Preolímpico Continental de Esgrima celebrado en Costa Rica en abril de 2016.
- Julián Ayala en sable individual varonil.[37]

- Nataly Michel Silva en florete individual femenil.[38]

- Alejandra Terán en espada individual femenil.[39]

### Resultados
| Atleta                                         | Evento                     | Ronda de 64                                                                   | Ronda de 32                                                                  | Ronda de 16             | Cuartos de final                                                           | Semifinal                                                                                             | Final                                                                                            | Final     |
| Atleta                                         | Evento                     | Contrincante Puntuación                                                       | Contrincante Puntuación                                                      | Contrincante Puntuación | Contrincante Puntuación                                                    | Contrincante Puntuación                                                                               | Contrincante Puntuación                                                                          | Rank      |
| ---------------------------------------------- | -------------------------- | ----------------------------------------------------------------------------- | ---------------------------------------------------------------------------- | ----------------------- | -------------------------------------------------------------------------- | --- | ------------------------------------------------------------------------------------------------ | --------- |
| Daniel Gómez                                   | Florete individual varonil | BYE                                                                           | Avola (ITA) P 5 - 15 Archivado el 7 de agosto de 2016 en Wayback Machine.    | No avanzó               | No avanzó                                                                  | No avanzó                                                                                             | No avanzó                                                                                        | No avanzó |
| Tanya Arrayales                                | Sable individual femenil   | BYE                                                                           | Egorian (RUS) P 7 - 15 Archivado el 7 de agosto de 2016 en Wayback Machine.  | No avanzó               | No avanzó                                                                  | No avanzó                                                                                             | No avanzó                                                                                        | No avanzó |
| Úrsula González                                | Sable individual femenil   | Toledo (MEX) G 15 - 11 Archivado el 7 de agosto de 2016 en Wayback Machine.   | Kharlan (UKR) P 8 - 15 Archivado el 8 de agosto de 2016 en Wayback Machine.  | No avanzó               | No avanzó                                                                  | No avanzó                                                                                             | No avanzó                                                                                        | No avanzó |
| Julieta Toledo                                 | Sable individual femenil   | González (MEX) P 11 - 15 Archivado el 7 de agosto de 2016 en Wayback Machine. | No avanzó                                                                    | No avanzó               | No avanzó                                                                  | No avanzó                                                                                             | No avanzó                                                                                        | No avanzó |
| Tanya Arrayales Julieta Toledo Úrsula González | Sable femenil en equipo    | —                                                                             | —                                                                            | —                       | Rusia (RUS) P 31 - 45 Archivado el 7 de agosto de 2016 en Wayback Machine. | Polonia (POL) P 23 - 45 Archivado el 27 de agosto de 2016 en Wayback Machine. Clasificación 5-8 lugar | Francia (FRA) G 45 - 38 Archivado el 27 de agosto de 2016 en Wayback Machine. Definición lugar 7 | 7         |
| Julián Ayala                                   | Sable individual varonil   | BYE                                                                           | Szilagyi (HUN) P 9 - 15 Archivado el 7 de agosto de 2016 en Wayback Machine. | No avanzó               | No avanzó                                                                  | No avanzó                                                                                             | No avanzó                                                                                        | No avanzó |
| Nataly Michel                                  | Florete individual femenil | BYE                                                                           | Prescod (USA) P 9 - 15 Archivado el 7 de agosto de 2016 en Wayback Machine.  | No avanzó               | No avanzó                                                                  | No avanzó                                                                                             | No avanzó                                                                                        | No avanzó |
| Alejandra Terán                                | Espada individual femenil  | Sato (JAP) P 12 - 15 Archivado el 6 de agosto de 2016 en Wayback Machine.     | No avanzó                                                                    | No avanzó               | No avanzó                                                                  | No avanzó                                                                                             | No avanzó                                                                                        | No avanzó |

## Fútbol

### Clasificación
La selección de fútbol sub-23 de México se clasificó para los Juegos Olímpicos tras lograr una de las dos plazas en el Preolímpico de Concacaf de 2015 celebrado en los Estados Unidos.
Convocatoria
La convocatoria de México para los Juegos Olímpicos de Río de Janeiro 2016 está conformada por 15 jugadores menores de 23 años y 3 refuerzos de jugadores mayores, con lo que hacen un total de 18 convocados.

### Resultados
Grupo C
| Equipo        | Pts | PJ | PG | PE | PP | GF | GC | Dif |
| ------------- | --- | -- | -- | -- | -- | -- | -- | --- |
| Corea del Sur | 7   | 3  | 2  | 1  | 0  | 12 | 3  | +9  |
| Alemania      | 5   | 3  | 1  | 2  | 0  | 15 | 5  | +10 |
| México        | 4   | 3  | 1  | 1  | 1  | 7  | 4  | +4  |
| Fiyi          | 0   | 3  | 0  | 0  | 3  | 1  | 23 | -22 |

| 4 de agosto de 2016, 17:00 | México                    | 2:2 (0:0) | Alemania                | Arena Fonte Nova, Salvador de Bahía, Brasil |  |
|                            | Peralta 52' · Pizarro 63' | Reporte   | Gnabry 58' · Ginter 78' |                                             |  |

| 7 de agosto de 2016, 13:00 | Fiyi        | 1:5 (1:0) | México                                | Arena Fonte Nova, Salvador de Bahía, Brasil |  |
|                            | Krishna 11' | Reporte   | Gutiérrez 48' 56' 58' 73' Salcedo 67' |                                             |  |

| 10 de agosto de 2016, 14:00 | Corea del Sur | 1:0 (1:0) | México | Estadio Mané Garrincha, Brasilia, Brasil |  |
|                             | Changhoon 77' | Reporte   |        |                                          |  |

## Gimnasia Artística

### Clasificación
Con base en su actuación en el Test Event de Gimnasia Artística celebrado en Brasil en abril de 2016.
- Daniel Corral en gimnasia artística varonil.[43]

- Alexa Moreno en gimnasia artística femenil.[44]

### Resultados
Varonil
| Atleta        | Evento              | Calificación                                                | Calificación | Final      | Final     |
| Atleta        | Evento              | Puntuación                                                  | Rank         | Puntuación | Rank      |
| ------------- | ------------------- | ----------------------------------------------------------- | ------------ | ---------- | --------- |
| Daniel Corral | Caballo con arzones | 13.833 Archivado el 6 de agosto de 2016 en Wayback Machine. | 47           | No avanzó  | No avanzó |
| Daniel Corral | Barras paralelas    | 15.000 Archivado el 6 de agosto de 2016 en Wayback Machine. | 25           | No avanzó  | No avanzó |

Femenil
| Atleta       | Evento             | Calificación                                                | Calificación | Final      | Final     |
| Atleta       | Evento             | Puntuación                                                  | Rank         | Puntuación | Rank      |
| ------------ | ------------------ | ----------------------------------------------------------- | ------------ | ---------- | --------- |
| Alexa Moreno | All-arround        | 54.866 Archivado el 7 de agosto de 2016 en Wayback Machine. | 31           | No avanzó  | No avanzó |
| Alexa Moreno | Barras asimétricas | 13.333 Archivado el 7 de agosto de 2016 en Wayback Machine. | 59           | No avanzó  | No avanzó |
| Alexa Moreno | Salto              | 14.633 Archivado el 7 de agosto de 2016 en Wayback Machine. | 12           | No avanzó  | No avanzó |
| Alexa Moreno | Viga de equilibrio | 13.300 Archivado el 6 de agosto de 2016 en Wayback Machine. | 51           | No avanzó  | No avanzó |
| Alexa Moreno | Suelo              | 13.833 Archivado el 7 de agosto de 2016 en Wayback Machine. | 28           | No avanzó  | No avanzó |

## Golf

### Clasificación
Con base en su actuación en el Ranking olímpico femenino de golf.
- Gabriela López en golf individual femenil.

- Alejandra Llaneza en golf individual femenil.

Con base en su actuación en el Ranking olímpico masculino de golf.
- Rodolfo Cazaubón en golf individual varonil.

### Resultados
| Atleta            | Evento             | Ronda 1                                                  | Ronda 1 | Ronda 2                                                  | Ronda 2 | Ronda 3                                                  | Ronda 3 | Ronda Final                                              | Ronda Final | Total                                                     | Rank |
| Atleta            | Evento             | Puntuación                                               | Rank    | Puntuación                                               | Rank    | Puntuación                                               | Rank    | Puntuación                                               | Rank        | Total                                                     | Rank |
| ----------------- | ------------------ | -------------------------------------------------------- | ------- | -------------------------------------------------------- | ------- | -------------------------------------------------------- | ------- | -------------------------------------------------------- | ----------- | --------------------------------------------------------- | ---- |
| Gabriela López    | Individual femenil | 0 Archivado el 18 de agosto de 2016 en Wayback Machine.  | 26      | -4 Archivado el 27 de agosto de 2016 en Wayback Machine. | 11      | +5                                                       | 23      | +1 Archivado el 26 de agosto de 2016 en Wayback Machine. | 36          | +2 Archivado el 26 de agosto de 2016 en Wayback Machine.  | 31   |
| Alejandra Llaneza | Individual femenil | +2 Archivado el 18 de agosto de 2016 en Wayback Machine. | 39      | -3 Archivado el 27 de agosto de 2016 en Wayback Machine. | 17      | +2                                                       | 42      | +9 Archivado el 26 de agosto de 2016 en Wayback Machine. | 58          | +10 Archivado el 26 de agosto de 2016 en Wayback Machine. | 44   |
| Rodolfo Cazaubon  | Individual varonil | +5 Archivado el 13 de agosto de 2016 en Wayback Machine. | 59      | -5 Archivado el 17 de agosto de 2016 en Wayback Machine. | 2       | -3 Archivado el 17 de agosto de 2016 en Wayback Machine. | 7       | +2 Archivado el 14 de agosto de 2016 en Wayback Machine. | 47          | -1 Archivado el 6 de agosto de 2016 en Wayback Machine.   | 30   |

## Halterofilia

### Clasificación
Con base en su actuación en los Campeonato Mundial de Halterofilia celebrado en noviembre de 2015.
- Patricia Domínguez en 58 kg femenil.

- Eva Gurrola en 63 kg femenil.

- Alejandra Garza en 75 kg femenil.

- Bredni Roque Mendoza en 69 kg varonil.

### Resultados
| Atleta             | Evento        | Grupo   | Arrancada                                                 | Arrancada | Dos tiempos                                               | Dos tiempos | Total                                                     | Rank |
| Atleta             | Evento        | Grupo   | Resultado                                                 | Rank      | Resultado                                                 | Rank        | Total                                                     | Rank |
| ------------------ | ------------- | ------- | --------------------------------------------------------- | --------- | --------------------------------------------------------- | ----------- | --------------------------------------------------------- | ---- |
| Patricia Domínguez | Femenil 58 kg | Grupo A | 96 Archivado el 8 de agosto de 2016 en Wayback Machine.   | 6         | 115 Archivado el 8 de agosto de 2016 en Wayback Machine.  | 9           | 211 Archivado el 8 de agosto de 2016 en Wayback Machine.  | 8    |
| Eva Gurrola        | Femenil 63 kg | Grupo A | 100 Archivado el 9 de agosto de 2016 en Wayback Machine.  | 6         | 120 Archivado el 9 de agosto de 2016 en Wayback Machine.  | 5           | 220 Archivado el 9 de agosto de 2016 en Wayback Machine.  | 5    |
| Alejandra Garza    | Femenil 75 kg | Grupo B | 98 Archivado el 17 de agosto de 2016 en Wayback Machine.  | 3         | 126 Archivado el 17 de agosto de 2016 en Wayback Machine. | 2           | 224 Archivado el 17 de agosto de 2016 en Wayback Machine. | 9    |
| Bredni Roque       | Varonil 69 kg | Grupo A | 145 Archivado el 27 de agosto de 2016 en Wayback Machine. | 7         | 181 Archivado el 27 de agosto de 2016 en Wayback Machine. | 5           | 326 Archivado el 27 de agosto de 2016 en Wayback Machine. | 4    |

Leyenda: Grupo A=Final (medal); Grupo B= Clasificación al Grupo A (non-medal).

## Judo

### Clasificación
Con base en su actuación en el Ranking olímpico de judo celebrado entre 2015 y 2016.
- Edna Carrillo en -48 kg femenil.

- Vanessa Zambotti en +78 kg femenil.

### Resultados
| Atleta           | Evento         | 1/16 de final                                                                    | 1/8 de Final                                                                 | 1/4 de Final            | Semifinal               | Repechaje 1             | Repechaje 2             | Final                   | Rank                                                    |
| Atleta           | Evento         | Contrincante Puntuación                                                          | Contrincante Puntuación                                                      | Contrincante Puntuación | Contrincante Puntuación | Contrincante Puntuación | Contrincante Puntuación | Contrincante Puntuación | Rank                                                    |
| ---------------- | -------------- | -------------------------------------------------------------------------------- | ---------------------------------------------------------------------------- | ----------------------- | ----------------------- | ----------------------- | ----------------------- | ----------------------- | ------------------------------------------------------- |
| Edna Carrillo    | -48 kg Femenil | Lokmanhekim (TUR) G 100 - 0 Archivado el 6 de agosto de 2016 en Wayback Machine. | Kondo (JAP) P 0s1 - 101 Archivado el 6 de agosto de 2016 en Wayback Machine. | No avanzó               | No avanzó               | No avanzó               | No avanzó               | No avanzó               | 9 Archivado el 26 de agosto de 2016 en Wayback Machine. |
| Vanessa Zambotti | +78 kg Femenil | BYE                                                                              | Andeol (FRA) P 0s2- 0s1 Archivado el 7 de agosto de 2016 en Wayback Machine. | No avanzó               | No avanzó               | No avanzó               | No avanzó               | No avanzó               | 9 Archivado el 26 de agosto de 2016 en Wayback Machine. |

## Lucha grecorromana

### Clasificación
Con base en su actuación en el Preolímpico Continental celebrado en marzo de 2016.
- Alfonso Antonio Leyva en 85 kilogramos varonil.[49]

### Resultados
| Atleta                | Evento | Clasificación                                                                    | Octavos de final | Cuartos de final | Semifinal       | Repesca 1       | Repesca 2       | Final / Combate por el bronce | Final / Combate por el bronce |
| Atleta                | Evento | Rival Resultado                                                                  | Rival Resultado  | Rival Resultado  | Rival Resultado | Rival Resultado | Rival Resultado | Rival Resultado               | Posición                      |
| --------------------- | ------ | -------------------------------------------------------------------------------- | ---------------- | ---------------- | --------------- | --------------- | --------------- | ----------------------------- | ----------------------------- |
| Alfonso Antonio Leyva | 85 kg  | Kobliashvili (GEO) P 0 - 5 Archivado el 27 de agosto de 2016 en Wayback Machine. | No avanzó        | No avanzó        | No avanzó       | No avanzó       | No avanzó       | No avanzó                     | No avanzó                     |

## Natación

### Clasificación
Con base en su actuación en los Eventos Nacionales de Estados Unidos celebrado en agosto de 2015.
- Liliana Ibáñez en 50 metros libre femenil.[50]

- Long Yuan Gutiérrez en 100 metros mariposa varonil.[50][51]

- Ricardo Vargas en 1500 metros libre varonil.[52]

### Resultados
| Atleta              | Evento                      | Heat                                                          | Heat | Semifinal | Semifinal | Final     | Final     | Rank |
| Atleta              | Evento                      | Tiempo                                                        | Rank | Tiempo    | Rank      | Tiempo    | Rank      | Rank |
| ------------------- | --------------------------- | ------------------------------------------------------------- | ---- | --------- | --------- | --------- | --------- | ---- |
| Liliana Ibáñez      | 50 metros libre femenil     | 25.25 Archivado el 7 de agosto de 2016 en Wayback Machine.    | 3    | No avanzó | No avanzó | No avanzó | No avanzó | 28   |
| Long Yuan Gutiérrez | 100 metros mariposa varonil | 53.34 Archivado el 7 de agosto de 2016 en Wayback Machine.    | 7    | No avanzó | No avanzó | No avanzó | No avanzó | 32   |
| Ricardo Vargas      | 1500 metros libre varonil   | 15:08.17 Archivado el 7 de agosto de 2016 en Wayback Machine. | 3    | No avanzó | No avanzó | No avanzó | No avanzó | 25   |

## Nado sincronizado

### Clasificación
Con base en su actuación en el Torneo clasificatorio olímpico de nado sincronizado celebrado en marzo de 2016.
- Nuria Diosdado y Karem Achach en dueto femenil.[53]

### Resultados
| Atleta                      | Evento        | Rutina libre (preliminar)                                     | Rutina libre (preliminar) | Rutina técnica                                                | Rutina técnica                                                 | Rutina técnica | Rutina libre (final)                                          | Rutina libre (final) |
| Atleta                      | Evento        | Puntaje                                                       | Rank                      | Puntaje                                                       | Total (técnica + libre)                                        | Rank           | Puntaje                                                       | Rank                 |
| --------------------------- | ------------- | ------------------------------------------------------------- | ------------------------- | ------------------------------------------------------------- | -------------------------------------------------------------- | -------------- | ------------------------------------------------------------- | -------------------- |
| Nuria Diosdado Karem Achach | Dueto femenil | 85.7333 Archivado el 14 de agosto de 2016 en Wayback Machine. | 11                        | 84.9268 Archivado el 18 de agosto de 2016 en Wayback Machine. | 170.6601 Archivado el 18 de agosto de 2016 en Wayback Machine. | 11 Q           | 86.0667 Archivado el 27 de agosto de 2016 en Wayback Machine. | 11                   |

## Pentatlón Moderno

### Clasificación
Con base en su actuación en los Juegos Panamericanos 2015 celebrado en julio de 2015.
- Tamara Vega en pentatlón moderno femenil.[54]

- Ismael Hernández en pentatlón moderno varonil.[55]

### Resultados
| Atleta           | Evento  | Ronda de Clasificación de Esgrima                               | Ronda de Clasificación de Esgrima | Ronda de Clasificación de Esgrima | Natación (200 m libres)                                       | Natación (200 m libres) | Natación (200 m libres) | Ronda adicional de Esgrima                                          | Ronda adicional de Esgrima | Ronda adicional de Esgrima | Hípica (Salto ecuestre)                                                  | Hípica (Salto ecuestre) | Hípica (Salto ecuestre) | Prueba Combinada | Prueba Combinada                                          | Puntaje total | Rank final |
| Atleta           | Evento  | Resultado                                                       | Rank                              | Puntaje                           | Tiempo                                                        | Rank                    | Puntaje                 | Resultado                                                           | Rank                       | Puntaje                    | Penalización                                                             | Rank                    | Puntaje                 | Rank             | Puntaje                                                   | Puntaje total | Rank final |
| ---------------- | ------- | --------------------------------------------------------------- | --------------------------------- | --------------------------------- | ------------------------------------------------------------- | ----------------------- | ----------------------- | ------------------------------------------------------------------- | -------------------------- | -------------------------- | ------------------------------------------------------------------------ | ----------------------- | ----------------------- | ---------------- | --------------------------------------------------------- | ------------- | ---------- |
| Ismael Hernández | Varonil | 18V - 17D Archivado el 24 de agosto de 2016 en Wayback Machine. | 19                                | 208                               | 2:02:12 Archivado el 27 de agosto de 2016 en Wayback Machine. | 15                      | 334                     | 18V/17D + 0 Archivado el 27 de agosto de 2016 en Wayback Machine.   | 19                         | 208                        | Sin Penalizaciones Archivado el 27 de agosto de 2016 en Wayback Machine. | 5                       | 300                     | 8                | 626 Archivado el 27 de agosto de 2016 en Wayback Machine. | 1468          |            |
| Tamara Vega      | Femenil | 12V - 20D Archivado el 24 de agosto de 2016 en Wayback Machine. | 26                                | 190                               | 2:16:89 Archivado el 27 de agosto de 2016 en Wayback Machine. | 17                      | 290                     | 12V - 20D + 0 Archivado el 27 de agosto de 2016 en Wayback Machine. | 27                         | 190                        | Sin Penalizaciones Archivado el 27 de agosto de 2016 en Wayback Machine. | 5                       | 300                     | 11               | 531 Archivado el 27 de agosto de 2016 en Wayback Machine. | 1311          | 11         |

## Remo

### Clasificación
Con base en su actuación en el Preolímpico Latinoamericano de Remo celebrado en marzo de 2016.
- Kenia Lechuga en individual femenil.[56]

- Juan Carlos Cabrera en individual varonil.[56]

### Resultados
| Atleta              | Evento                      | Heats                                                        | Heats | Repechaje | Repechaje | Cuartos de final                                             | Cuartos de final | Semifinal                                                     | Semifinal     | Semifinal | Final                                                         | Final | Rank |
| Atleta              | Evento                      | Tiempo                                                       | Rank  | Tiempo    | Rank      | Tiempo                                                       | Rank             | Tiempo                                                        | Clasificación | Rank      | Tiempo                                                        | Rank  | Rank |
| ------------------- | --------------------------- | ------------------------------------------------------------ | ----- | --------- | --------- | ------------------------------------------------------------ | ---------------- | ------------------------------------------------------------- | ------------- | --------- | ------------------------------------------------------------- | ----- | ---- |
| Juan Carlos Cabrera | Par de remos cortos varonil | 7:08.27 Archivado el 6 de agosto de 2016 en Wayback Machine. | 2 Q   | —         | —         | 6:50.04 Archivado el 9 de agosto de 2016 en Wayback Machine. | 2 S              | 7:03.68 Archivado el 27 de agosto de 2016 en Wayback Machine. | A/B           | 4 FB      | 6:50.02 Archivado el 27 de agosto de 2016 en Wayback Machine. | 2     | 8    |
| Kenia Lechuga       | Par de remos cortos femenil | 8:11.44 Archivado el 6 de agosto de 2016 en Wayback Machine. | 1 Q   | —         | —         | 7:44.11 Archivado el 9 de agosto de 2016 en Wayback Machine. | 3 S              | 8:14.76 Archivado el 27 de agosto de 2016 en Wayback Machine. | A/B           | 6 FB      | 7:40.39 Archivado el 27 de agosto de 2016 en Wayback Machine. | 6     | 12   |

Leyenda: FA=Final A (medal); FB=Final B (non-medal); FC=Final C (non-medal); FD=Final D (non-medal); S=Semifinales; Q=Cuartos de final; R=Repechaje

## Taekwondo

### Clasificación
Con base en su actuación en el Ranking olímpico de taekwondo celebrado en 2015.
- Carlos Navarro Valdez en 58 kilogramos varonil.[n 11][57]
- Saúl Gutiérrez Macedo en 68 kilogramos varonil.

- María del Rosario Espinoza en +67 kilogramos femenil.

- Itzel Manjarrez en 49 kilogramos femenil.

### Resultados
| Atleta                     | Evento                 | Ronda de 16                                                                    | Cuartos de final                                                             | Semifinal                                                                       | Repechaje 1             | Repechaje 2                                                                         | Final                                                                     | Rank |
| Atleta                     | Evento                 | Contrincante Puntuación                                                        | Contrincante Puntuación                                                      | Contrincante Puntuación                                                         | Contrincante Puntuación | Contrincante Puntuación                                                             | Contrincante Puntuación                                                   | Rank |
| -------------------------- | ---------------------- | ------------------------------------------------------------------------------ | ---------------------------------------------------------------------------- | ------------------------------------------------------------------------------- | ----------------------- | ----------------------------------------------------------------------------------- | ------------------------------------------------------------------------- | ---- |
| Itzel Manjarrez            | -49 kilogramos femenil | Keleku (RPC) G 9 - 5 Archivado el 27 de agosto de 2016 en Wayback Machine.     | Sing (BRA) G 14 - 4 Archivado el 27 de agosto de 2016 en Wayback Machine.    | Bogdanovic (SRB) P 0 - 10 Archivado el 27 de agosto de 2016 en Wayback Machine. | -                       | Wongpattanakit (THA) P 3 - 15 Archivado el 27 de agosto de 2016 en Wayback Machine. | No avanzó                                                                 | 5    |
| Carlos Navarro             | -58 kilogramos varonil | Shriha (LIB) G 23 - 9 Archivado el 27 de agosto de 2016 en Wayback Machine.    | Teixeira (BRA) G 8 - 5 Archivado el 27 de agosto de 2016 en Wayback Machine. | Zhao (CHN) P 4 - 9 Archivado el 27 de agosto de 2016 en Wayback Machine.        | -                       | Kim (KOR) P 5 - 7 Archivado el 27 de agosto de 2016 en Wayback Machine.             | No avanzó                                                                 | 5    |
| María del Rosario Espinoza | +67 kilogramos femenil | Alora (PHI) G 4 - 1 Archivado el 27 de agosto de 2016 en Wayback Machine.      | Dislam (MAR) G 3 - 2 Archivado el 27 de agosto de 2016 en Wayback Machine.   | Galloway (USA) G SUP Archivado el 27 de agosto de 2016 en Wayback Machine.      | -                       | -                                                                                   | Zheng (CHN) P 1 - 5 Archivado el 27 de agosto de 2016 en Wayback Machine. |      |
| Saúl Gutiérrez             | 68 kilogramos varonil  | Purevjav (MGL) P 11 - 12 Archivado el 27 de agosto de 2016 en Wayback Machine. | No avanzó                                                                    | No avanzó                                                                       | No avanzó               | No avanzó                                                                           | No avanzó                                                                 | 11   |

## Tenis

### Clasificación
- Santiago González y Miguel Ángel Reyes Varela en dobles varonil.[58]

### Resultados
| Atleta                                      | Evento         | Ronda 1                                                                                 | Ronda 2                                                                               | Cuartos de final        | Semifinal               | Final                   | Final        |
| Atleta                                      | Evento         | Contrincante Puntuación                                                                 | Contrincante Puntuación                                                               | Contrincante Puntuación | Contrincante Puntuación | Contrincante Puntuación | Rank         |
| ------------------------------------------- | -------------- | --------------------------------------------------------------------------------------- | ------------------------------------------------------------------------------------- | ----------------------- | ----------------------- | ----------------------- | ------------ |
| Santiago González Miguel Ángel Reyes Varela | Dobles varonil | Fleming/Inglot (GBR) G 6 - 3 6 - 0 Archivado el 6 de agosto de 2016 en Wayback Machine. | Mergea/Tecau (ROU) P 3 - 6 6 - 7 Archivado el 7 de agosto de 2016 en Wayback Machine. | No avanzaron            | No avanzaron            | No avanzaron            | No avanzaron |

## Tenis de mesa

### Clasificación
Con base en el Torneo Latinoamericano Clasificatorio de Tenis de Mesa realizado en Chile.
- Marcos Madrid en individual varonil.[59]

- Yadira Silva en individual femenil.

### Resultados
| Atleta        | Evento          | Ronda Preliminar                                                           | Ronda 1                                                                     | Ronda 2                 | Ronda 3                 | Ronda 4                 | Cuartos de final        | Semifinal               | Repechaje 1             | Repechaje 2             | Final                   | Final     |
| Atleta        | Evento          | Contrincante Puntuación                                                    | Contrincante Puntuación                                                     | Contrincante Puntuación | Contrincante Puntuación | Contrincante Puntuación | Contrincante Puntuación | Contrincante Puntuación | Contrincante Puntuación | Contrincante Puntuación | Contrincante Puntuación | Rank      |
| ------------- | --------------- | -------------------------------------------------------------------------- | --------------------------------------------------------------------------- | ----------------------- | ----------------------- | ----------------------- | ----------------------- | ----------------------- | ----------------------- | ----------------------- | ----------------------- | --------- |
| Marcos Madrid | Singles varonil | Shing (VAN) G 4 - 0 Archivado el 6 de agosto de 2016 en Wayback Machine.   | Wang (SVK) P 1 - 4 Archivado el 7 de agosto de 2016 en Wayback Machine.     | No avanzó               | No avanzó               | No avanzó               | No avanzó               | No avanzó               | No avanzó               | No avanzó               | No avanzó               | No avanzó |
| Yadira Silva  | Singles femenil | Allejji (SYR) G 4 - 0 Archivado el 6 de agosto de 2016 en Wayback Machine. | Balazova (SVK) P 0 - 4 Archivado el 7 de agosto de 2016 en Wayback Machine. | No avanzó               | No avanzó               | No avanzó               | No avanzó               | No avanzó               | No avanzó               | No avanzó               | No avanzó               | No avanzó |

## Tiro

### Clasificación
Con base en su actuación en la Copa Mundial ISSF celebrado en mayo de 2015.
- Alejandra Zavala en 10 metros pistola de aire femenil.

Con base en su actuación en los Juegos Panamericanos 2015 celebrado en julio de 2015.
- Goretti Zumaya en 10 metros rifle de aire femenil.[n 12]

### Resultados
| Atleta           | Evento                       | Calificación                                               | Calificación | Final                                                      | Final     |
| Atleta           | Evento                       | Puntuación                                                 | Rank         | Puntuación                                                 | Rank      |
| ---------------- | ---------------------------- | ---------------------------------------------------------- | ------------ | ---------------------------------------------------------- | --------- |
| Goretti Zumaya   | Rifle de aire 10 m Femenil   | 413.9 Archivado el 6 de agosto de 2016 en Wayback Machine. | 24           | No avanzó                                                  | No avanzó |
| Alejandra Zavala | Pistola de aire 10 m Femenil | 387 Archivado el 7 de agosto de 2016 en Wayback Machine.   | 4 Q          | 157.1 Archivado el 8 de agosto de 2016 en Wayback Machine. | 4         |

## Tiro con arco

### Clasificación
Con base en su actuación en el Campeonato Mundial de Tiro con arco al aire libre de 2015 celebrado en julio de 2015.
- Aída Román, Alejandra Valencia y Gabriela Bayardo en tiro con arco recurvo en equipos femenil.[62]

- Aída Román, Alejandra Valencia y Gabriela Bayardo en tiro con arco recurvo individual femenil.[n 13][63][64]

Con base en su actuación en la Copa del Mundo de Tiro con arco celebrado en mayo de 2016.
- Ernesto Boardman en tiro con arco recurvo individual varonil.[65]

### Resultados
| Arquero                                          | Evento             | Clasificación                                             | Clasificación | Ronda de 64                                                                    | Ronda de 32                                                                     | Ronda de 16                                                                  | Cuartos de final                                                         | Semifinal                                                                 | Tercer Lugar                                                           | Final            | Posición |
| Arquero                                          | Evento             | Puntaje                                                   | Rank | Oponente Puntaje                                                               | Oponente Puntaje                                                                | Oponente Puntaje                                                             | Oponente Puntaje                                                         | Oponente Puntaje                                                          | Oponente Puntaje                                                       | Oponente Puntaje | Posición |
| ------------------------------------------------ | ------------------ | --------------------------------------------------------- | --- | ------------------------------------------------------------------------------ | ------------------------------------------------------------------------------- | ---------------------------------------------------------------------------- | ------------------------------------------------------------------------ | ------------------------------------------------------------------------- | ---------------------------------------------------------------------- | ---------------- | -------- |
| Aída Roman                                       | Individual femenil | 623 Archivado el 6 de agosto de 2016 en Wayback Machine.  | 38 | Mirca (MDA) P 4 - 6 Archivado el 7 de agosto de 2016 en Wayback Machine.       | No avanzó                                                                       | No avanzó                                                                    | No avanzó                                                                | No avanzó                                                                 | No avanzó                                                              | No avanzó        | 33       |
| Alejandra Valencia                               | Individual femenil | 651 Archivado el 6 de agosto de 2016 en Wayback Machine.  | 8 | Lobzhenidze (GEO) G 6 - 4 Archivado el 7 de agosto de 2016 en Wayback Machine. | Anagoz (TUR) G 6 - 5 Archivado el 27 de agosto de 2016 en Wayback Machine.      | Laishram (IND) G 6 - 2 Archivado el 27 de agosto de 2016 en Wayback Machine. | Choi (KOR) G 6 - 0 Archivado el 27 de agosto de 2016 en Wayback Machine. | Unruh (GER) P 2 - 6 Archivado el 27 de agosto de 2016 en Wayback Machine. | Ki (KOR) P 4 - 6 Archivado el 27 de agosto de 2016 en Wayback Machine. | No avanzó        | 4        |
| Gabriela Bayardo                                 | Individual femenil | 648 Archivado el 6 de agosto de 2016 en Wayback Machine.  | 12 | Ray (BAN) G 6 - 0 Archivado el 7 de agosto de 2016 en Wayback Machine.         | Unruh (GER) P 4 - 6 Archivado el 27 de agosto de 2016 en Wayback Machine.       | No avanzó                                                                    | No avanzó                                                                | No avanzó                                                                 | No avanzó                                                              | No avanzó        | 17       |
| Aída Roman, Alejandra Valencia, Gabriela Bayardo | Equipo femenil     | 1922 Archivado el 6 de agosto de 2016 en Wayback Machine. | colspan=2 rowspan="" style="background-color:#No anunciado;color:black; text-align:center; vertical-align:middle;" \| — | Georgia (GEO) G 6 - 0 Archivado el 7 de agosto de 2016 en Wayback Machine.     | China Taipéi (TPE) P 5 - 6 Archivado el 8 de agosto de 2016 en Wayback Machine. | No avanzaron                                                                 | No avanzaron                                                             | No avanzaron                                                              | No avanzaron                                                           | No avanzaron     | 5        |
| Ernesto Boardman                                 | Individual varonil | 662 Archivado el 6 de agosto de 2016 en Wayback Machine.  | 28 | Puentes (CUB) P 4 - 6 Archivado el 7 de agosto de 2016 en Wayback Machine.     | No avanzó                                                                       | No avanzó                                                                    | No avanzó                                                                | No avanzó                                                                 | No avanzó                                                              | No avanzó        | 33       |

## Triatlón

### Clasificación
Con base en su actuación en los Juegos Panamericanos 2015 celebrado en julio de 2015.
- Crisanto Grajales en triatlón varonil.[66]

Con base en su actuación en el Ranking Olímpico de Triatlón celebrado en 2015 y 2016.
- Irving Pérez en triatlón varonil.

- Rodrigo González López en triatlón varonil.

- Claudia Rivas en triatlón femenil.

- Cecilia Pérez en triatlón femenil.

### Resultados
| Atleta            | Evento  | Final                                                         | Final |
| Atleta            | Evento  | Tiempo                                                        | Rank  |
| ----------------- | ------- | ------------------------------------------------------------- | ----- |
| Crisanto Grajales | Varonil | 1:47.28 Archivado el 19 de agosto de 2016 en Wayback Machine. | 12    |
| Irving Pérez      | Varonil | 1:48.26 Archivado el 19 de agosto de 2016 en Wayback Machine. | 22    |
| Rodrigo González  | Varonil | DNF Archivado el 19 de agosto de 2016 en Wayback Machine.     | DNF   |
| Claudia Rivas     | Femenil | 1:58:28 Archivado el 27 de agosto de 2016 en Wayback Machine. | 9     |
| Cecilia Pérez     | Femenil | 2:02:47 Archivado el 27 de agosto de 2016 en Wayback Machine. | 33    |

## Vela

### Clasificación
Con base en su actuación en el Campeonato Mundial de Vela Olímpica celebrado en septiembre de 2014.
- Demita Vega en RS:X femenil.[68]

Con base en su actuación en el Campeonato Mundial de Windsurf celebrado en octubre de 2015.
- David Mier y Terán en RS:X varonil.[69][70]

Con base en su actuación en el Copa del Mundo de Vela celebrado en Miami en enero de 2016.
- Yanic Gentry en Láser varonil.[71]

### Resultados
| Atleta             | Evento        | Carrera 1                                                  | Carrera 1 | Carrera 2                                                  | Carrera 2 | Carrera 3                                                  | Carrera 3 | Carrera 4                                                  | Carrera 4 | Carrera 5                                                   | Carrera 5 | Carrera 6                                                   | Carrera 6 | Carrera 7                                                   | Carrera 7 |
| Atleta             | Evento        | Tiempo                                                     | Rank      | Tiempo                                                     | Rank      | Tiempo                                                     | Rank      | Tiempo                                                     | Rank      | Tiempo                                                      | Rank      | Tiempo                                                      | Rank      | Tiempo                                                      | Rank      |
| ------------------ | ------------- | ---------------------------------------------------------- | --------- | ---------------------------------------------------------- | --------- | ---------------------------------------------------------- | --------- | ---------------------------------------------------------- | --------- | ----------------------------------------------------------- | --------- | ----------------------------------------------------------- | --------- | ----------------------------------------------------------- | --------- |
| David Mier y Terán | RS:X varonil  | 20:47 Archivado el 8 de agosto de 2016 en Wayback Machine. | 28        | 24:09 Archivado el 8 de agosto de 2016 en Wayback Machine. | 21        | 26:19 Archivado el 8 de agosto de 2016 en Wayback Machine. | 22        | 28:17 Archivado el 9 de agosto de 2016 en Wayback Machine. | 26        | 34:26 Archivado el 9 de agosto de 2016 en Wayback Machine.  | 21        | 35:26 Archivado el 9 de agosto de 2016 en Wayback Machine.  | 18        | 33:03 Archivado el 27 de agosto de 2016 en Wayback Machine. | 32        |
| Demita Vega        | RS:X femenil  | 22:33 Archivado el 8 de agosto de 2016 en Wayback Machine. | 11        | 28:00 Archivado el 8 de agosto de 2016 en Wayback Machine. | 18        | 29:09 Archivado el 8 de agosto de 2016 en Wayback Machine. | 18        | 25:42 Archivado el 9 de agosto de 2016 en Wayback Machine. | 9         | 32:39 Archivado el 9 de agosto de 2016 en Wayback Machine.  | 10        | 37:55 Archivado el 9 de agosto de 2016 en Wayback Machine.  | 17        | DNF Archivado el 27 de agosto de 2016 en Wayback Machine.   | DNF       |
| Yanic Gentry       | Láser Varonil | 54:45 Archivado el 8 de agosto de 2016 en Wayback Machine. | 41        | 48:54 Archivado el 8 de agosto de 2016 en Wayback Machine. | 42        | 46:17 Archivado el 9 de agosto de 2016 en Wayback Machine. | 29        | 55:09 Archivado el 9 de agosto de 2016 en Wayback Machine. | 43        | 56:20 Archivado el 27 de agosto de 2016 en Wayback Machine. | 34        | 56:44 Archivado el 17 de agosto de 2016 en Wayback Machine. | 36        | 50:31 Archivado el 27 de agosto de 2016 en Wayback Machine. | 38        |

| Atleta             | Evento        | Carrera 8                                                   | Carrera 8 | Carrera 9                                                   | Carrera 9 | Carrera 10                                                  | Carrera 10 | Carrera 11                                                  | Carrera 11 | Carrera 12                                                  | Carrera 12 | Carrera de Medallas | Carrera de Medallas | Final                                                     | Final |
| Atleta             | Evento        | Tiempo                                                      | Rank      | Tiempo                                                      | Rank      | Tiempo                                                      | Rank       | Tiempo                                                      | Rank       | Tiempo                                                      | Rank       | Tiempo              | Rank                | Puntos                                                    | Rank  |
| ------------------ | ------------- | ----------------------------------------------------------- | --------- | ----------------------------------------------------------- | --------- | ----------------------------------------------------------- | ---------- | ----------------------------------------------------------- | ---------- | ----------------------------------------------------------- | ---------- | ------------------- | ------------------- | --------------------------------------------------------- | ----- |
| David Mier y Terán | RS:X varonil  | 26:00 Archivado el 27 de agosto de 2016 en Wayback Machine. | 15        | 18:55 Archivado el 17 de agosto de 2016 en Wayback Machine. | 5         | 31:37 Archivado el 27 de agosto de 2016 en Wayback Machine. | 16         | 29:27 Archivado el 27 de agosto de 2016 en Wayback Machine. | 15         | 31:00 Archivado el 17 de agosto de 2016 en Wayback Machine. | 21         | No avanzó           | No avanzó           | 239 Archivado el 17 de agosto de 2016 en Wayback Machine. | 20    |
| Demita Vega        | RS:X femenil  | 30:40 Archivado el 27 de agosto de 2016 en Wayback Machine. | 8         | 26:24 Archivado el 17 de agosto de 2016 en Wayback Machine. | 13        | 41:14 Archivado el 27 de agosto de 2016 en Wayback Machine. | 18         | 28:18 Archivado el 27 de agosto de 2016 en Wayback Machine. | 11         | 32:14 Archivado el 17 de agosto de 2016 en Wayback Machine. | 15         | No avanzó           | No avanzó           | 174 Archivado el 17 de agosto de 2016 en Wayback Machine. | 13    |
| Yanic Gentry       | Láser Varonil | DNF Archivado el 27 de agosto de 2016 en Wayback Machine.   | DNF       | 52:46 Archivado el 27 de agosto de 2016 en Wayback Machine. | 41        | 51:55 Archivado el 27 de agosto de 2016 en Wayback Machine. | 36         | —                                                           | —          | —                                                           | —          | No avanzó           | No avanzó           | -                                                         | -     |

## Voleibol de Sala

### Clasificación
Con base en su actuación en el Clasificatorio Olímpico Intercontinental celebrado en Ciudad de México.
- Selección de voleibol de México en voleibol varonil.[72]

### Resultados
Grupo A
| Pos | Equipo         | PJ | PG | PP | SF | SC | SD | PTS |
| --- | -------------- | -- | -- | -- | -- | -- | -- | --- |
| 1   | Italia         | 3  | 3  | 0  | 9  | 1  | +8 | 9   |
| 2   | Francia        | 3  | 2  | 1  | 6  | 3  | +3 | 6   |
| 3   | Brasil         | 3  | 2  | 1  | 7  | 5  | +2 | 6   |
| 4   | Canadá         | 3  | 1  | 2  | 4  | 6  | -2 | 3   |
| 5   | Estados Unidos | 3  | 1  | 2  | 4  | 7  | -3 | 3   |
| 6   | México         | 3  | 0  | 3  | 1  | 9  | -8 | 0   |

| Fecha    | Encuentro               | Resultado                                                   | Set   | Set   | Set   | Set   | Set | Puntuación total |
| Fecha    | Encuentro               | Resultado                                                   | 1     | 2     | 3     | 4     | 5   | Puntuación total |
| -------- | ----------------------- | ----------------------------------------------------------- | ----- | ----- | ----- | ----- | --- | ---------------- |
| 07-08-16 | Brasil - México         | 3 - 1 Archivado el 7 de agosto de 2016 en Wayback Machine.  | 23:25 | 25:19 | 25:14 | 25:18 |     | 98:76            |
| 09-08-16 | Francia - México        | 3 - 0 Archivado el 7 de agosto de 2016 en Wayback Machine.  | 25:18 | 25:12 | 25:22 |       |     | 75:52            |
| 11-08-16 | Italia - México         | 3 - 0 Archivado el 27 de agosto de 2016 en Wayback Machine. | 25:17 | 25:13 | 25:17 |       |     | 75:47            |
| 13-08-16 | Canadá - México         | 3 - 0 Archivado el 26 de agosto de 2016 en Wayback Machine. | 25:20 | 25:13 | 25:22 |       |     | 75:55            |
| 15-08-16 | Estados Unidos - México | 3 - 0 Archivado el 26 de agosto de 2016 en Wayback Machine. | 25:23 | 52:11 | 23:19 |       |     | 75:53            |

## Voleibol de playa

### Clasificación
Con base en su actuación en los Ranking olímpico FIVB de voleibol de playa celebrado en diversos eventos entre 2015-2016.
- Juan Virgen y Lombardo Ontiveros en voleibol de playa varonil.[73]

### Resultados
| Pos | Equipo               | PJ | PG | PP | SF | SC | PTS |
| --- | -------------------- | -- | -- | -- | -- | -- | --- |
| 1   | Lucena/Dalhausser    | 3  | 3  | 0  | 6  | 1  | 6   |
| 2   | Virgen/Ontiveros     | 3  | 2  | 1  | 4  | 3  | 5   |
| 3   | Nicolai/Lupo         | 3  | 1  | 2  | 4  | 4  | 4   |
| 4   | Naceur. Ma/Belhaj. C | 3  | 0  | 3  | 0  | 6  | 3   |

- Nota: Las horas indicadas corresponden al huso horario local de la ciudad sede: Río de Janeiro (UTC-3).

| 07-08-16 | 12:00 | Nicolai/Lupo - Virgen/Ontiveros         | 1 - 2 Archivado el 7 de agosto de 2016 en Wayback Machine.  | 21:14 | 14:21 | 11:15 |
| 09-08-16 | 11:00 | Lucena/Dalhausser - Virgen/Ontiveros    | 2 - 0 Archivado el 9 de agosto de 2016 en Wayback Machine.  | 21:14 | 21:17 |       |
| 11-08-16 | 16:30 | Virgen/Ontiveros - Naceur. Ma/Belhaj. C | 2 - 0 Archivado el 27 de agosto de 2016 en Wayback Machine. | 21:10 | 21:10 |       |

Octavos de final
| 12-08-16 | 20:00 | Nummerdor/Varenhorst - Virgen/Ontiveros | 2 - 0 Archivado el 27 de agosto de 2016 en Wayback Machine. | 21:18 | 21:15 |  |